# Патибас

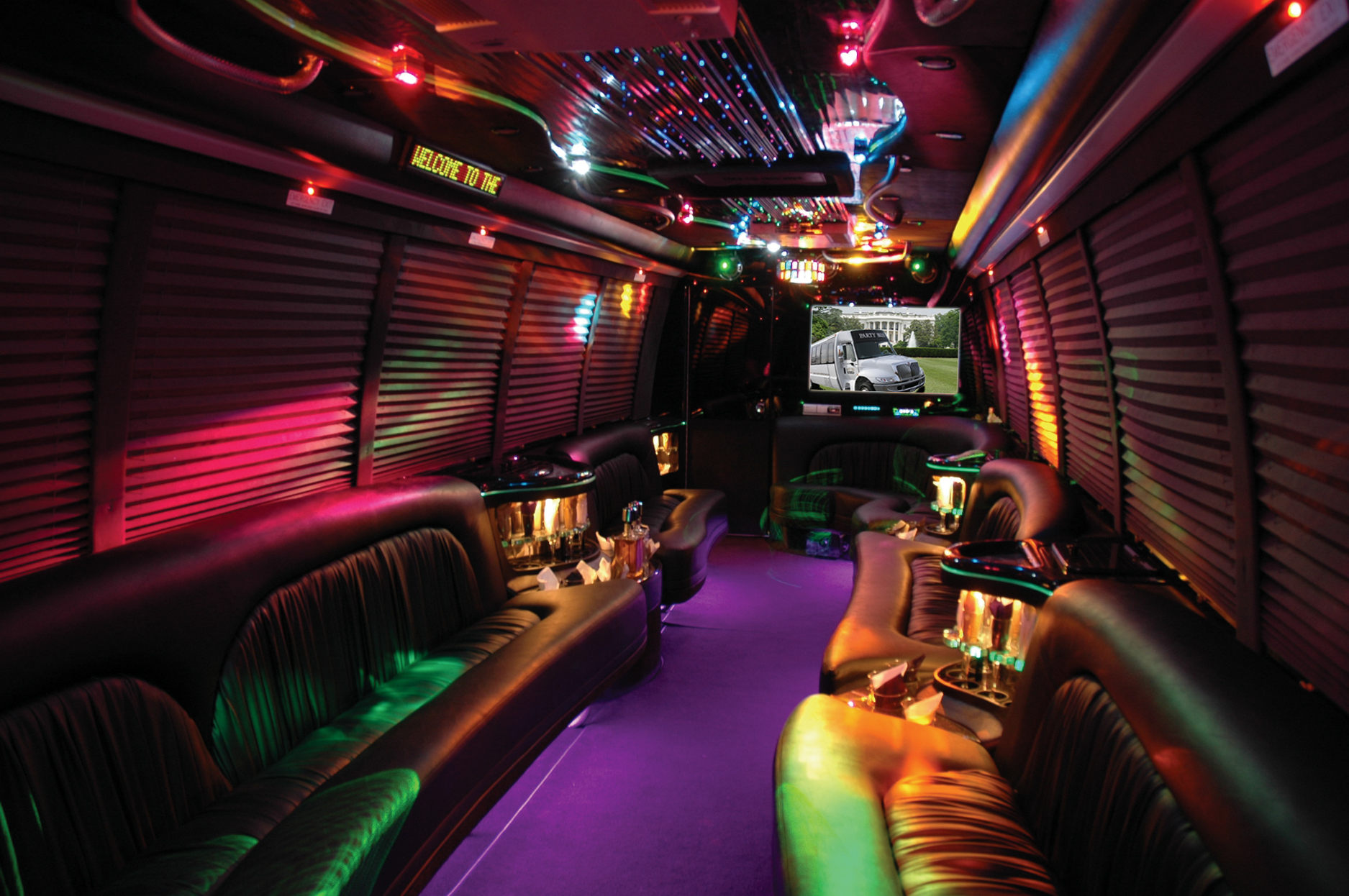
Патибас внутри

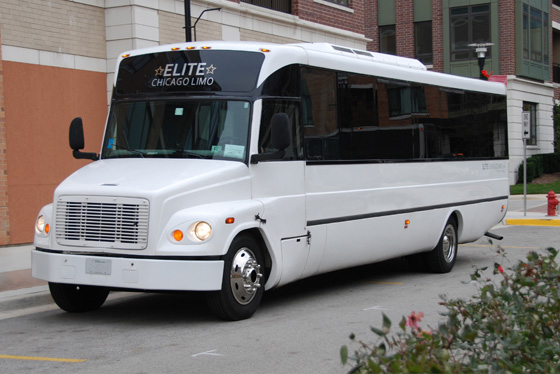
Патибас снаружи

Автобус-клуб (также патибас от англ. party bus) — специализированное транспортное средство для перевозки пассажиров по найму, предназначенное для проведения мероприятий внутри транспортного средства. Обычно представляет собой специально продуманный для этого автобус или прицепной фургон/передвижной комплекс. Переоборудование обычно включает увеличение площади пола для облегчения передвижения по салону или создания танцплощадки (иногда с шестом для танца), добавление барной стойки, больших телевизионных экранов, звукового оборудования для диджея и караоке, лазеров и других устройств для подсветки.
Автобус-клуб обычно сдаётся в аренду организованной группе, но возможна и транспортировка пассажиров, не знакомых друг с другом. Сдачей (с предоставлением услуг водителя) занимаются как специализированные компании, так и компании по прокату лимузинов с шофёром. С технической точки зрения, в зависимости от числа мест патибас может являться либо лимузином, либо наёмным автобусом.